# Kvasipartikel
I fysik; kvantemekanik er kvasipartikler og mangepartikelsystem eksitationer (som er tæt relateret) et emergent fænomen som opstår, når et mikroskopisk kompliceret system såsom et faststof opfører sig som om det indeholder forskellige (fiktive) svagt interagerende partikler i det frie rum.
For eksempel, når en elektron rejser gennem en halvleder, vil dens bevægelser blive forstyrret på en kompleks måde pga. dets interaktioner med alle de andre elektroner og atomkerner; så den opfører sig omtrent som en elektron med en anden masse rejsende uhindret gennem det frie rum. Denne "elektron der har en anden masse" kaldes en "elektron kvasipartikel".

Et endnu mere overraskende eksempel er dét, at den samlede bevægelse af elektroner i valensbåndet af en P-doteret halvleder, er det samme som hvis halvlederen i stedet indeholder positivt ladede kvasipartikler, kaldet elektronhuller.
Andre kvasipartikler eller mangepartikelsystem excitationer omfatter fononer (partikler afledt fra atomernes vibrationer i faststof), plasmoner (partikler afledt fra plasmaoscillationer) – og mange andre.
Disse fiktive partikler kaldes typisk "kvasipartikler", hvis de er fermioner (ligesom elektroner og huller), og kaldes "mangepartikelsystem excitationer" hvis de er bosoner (ligesom fononer og plasmoner), selvom den præcise distinktion ikke er universelt vedtaget.

Kvasipartikler er mest vigtig indenfor kondenserede stoffers fysik, da det er en af de få kendte måder, man kan simplificere kvantemekaniske mangelegeme problemer på.